# Довгомостиська
Довгомости́ська — село в Україні, у Яворівському районі Львівської області. Населення становить 775 осіб.

## Історія
В лютому 1919 року частини Української Галицької Армії під командуванням Карла Гофмана, прорвавши оборону противника і розвиваючи наступ, зайняли населені пункти Поріччя, Долиняни, Вовчухи, Милятин, Бар та Довгомостиська, чим значною мірою спричинилися до успішного завершення першого етапу Вовчухівської операції.

## Населення

### Мова
Розподіл населення за рідною мовою за даними перепису 2001 року:
| Мова       | Кількість | Відсоток |
| ---------- | --------- | -------- |
| українська | 771       | 99.48%   |
| польська   | 3         | 0.39%    |
| російська  | 1         | 0.13%    |
| Усього     | 775       | 100%     |

## Відомі люди
- Дедуненко Ганна Іванівна (нар. 1951) — депутат Верховної Ради УРСР 11-го скликання.